# Modus tollens
Ve výrokové logice Modus tollens, také Modus tollendo tollens či popírání důsledku je pravidlo usuzování, jehož forma je následující:
Jestliže A implikuje B a zároveň neplatí B, neplatí A.

## Vzorec
{\displaystyle ((A\Rightarrow B)\land \neg {B})\Rightarrow \neg {A}}

## Příklad
Jestliže prší, je mokro. Není mokro, tedy neprší.

## Modus ponendo tollens
Modus ponendo tollens je podobné pravidlo, jehož forma je následující:
Jestliže nemůže současně platit A a B a platí A, nemůže platit B.

### Vzorec
{\displaystyle (\neg {(A\land B)}\land A)\Rightarrow \neg {B}}

### Příklady
Není pravda, že pojedu autem a zároveň autobusem. Pojedu autem. Z toho vyplývá, že nepojedu autobusem.
Není možné, aby vyhráli červení i modří. Vyhráli červení. Z toho vyplývá, že modří nevyhráli.
Nelze, aby pršelo a nepršelo zároveň. Prší. Neplatí tedy, že neprší.